# Ivan VII. Paleolog
Ivan VII. Paleolog (grško starogrško Ιωάννης Ζ' Παλαιολόγος, Iōannēs Z' Palaiologos) je bil bizantinski cesar, ki je vladal pet mesecev leta 1390. Kot vladar je uporabljal očetovo ime Andronik, med regentstvom za svojega strica med njegovo odsotnostijo pa svoje ime, * 1370, † 22. september 1408. 

## Življenje
Ivan VII. je bil sin cesarja Andronika IV. in Kerace Bolgarske, hčerke bolgarskega carja Ivana Aleksandra in Teodore Vlaške. 
Ko je Andronik IV. leta 1376 uzurpiral prestol svojega očeta Ivana V., je  naslednje leto za svojega sovladarja imenoval sina Ivana VII. Leta 1379 sta bila oba odstavljena in delno oslepljena. Andronik IV. je kljub temu obdržal cesarski položaj in od Ivana V. v svojo posest dobil Selimbrijo (Silivri). Ko je Andronik IV. leta 1385 umrl,  je Ivan VII. morda nasledil očetov položaj.
14. aprila 1390 je Ivan VII. odstavil svojega starega očeta Ivana V. in sam zasedel bizantinski prestol. Po petih mesecih vladanja ga je Ivan V. s pomočjo sina Manuela  in Benečanov odstavil. Ivan VII. se je 17. septembra 1390 zatekel k osmanskemu sultanu Bajazidu I., ki je potrdil Ivana VII. za naslednika  očetove domene Selimbrije in zgladil  odnose z Manuelom II. Ker Manuel takrat še ni imel sina, je Ivana VII. potrdil za svojega mogočega naslednika.
Leta 1399 je Manuel II. po petih letih Bajazidovega obleganja Konstantinopla odšel na Zahod iskat vojaško pomoč. Obrambo mesta je kot regentu prepustil Ivanu VII.  Ivan  je v brezupnem položaju čakal na čudež, ki se je zgodil v Bajazidovem porazu  z mongolskim kanom Timur Lenkom v bitki pri Ankari 20. junija 1402. Porazu je sledila osmanska državljanska vojna, v kateri so rivalski osmanski princi sklepali mir in prijateljstvo z Bizantinskim cesarstvom.  Ivan VII. je izkoristil njihovo šibkost in sklenil mirovni sporazum, s katerim je cesarstvo dobilo nazaj večino evropske obale Marmarskega morja in posebne ugodnosti za Solun, kjer je pred osmansko osvojitvijo leta 1387 vladal Manuel II. Po Manuelovi vrnitvi mu je Ivan VII. vrnil oblast in dobil dovoljenje, da se umakne v Solun, kjer je od leta 1403 do svoje smrti leta 1408 vladal kot skoraj neodvisen vladar. Naslavljal se je s "cesar  cele Tesalije", obdržal cesarski naslov (basileus) in za svojega sovladarja imenoval sina Andronika, rojenega okoli leta 1400. Andronik je umrl pred njim  okoli leta 1407.

## Družina
Ivan VII. je imel z Ireno Gattilusio najmanj enega sina:
- Andronika V. Paleologa, bizantinskega socesarja.